# Entomyzon cyanotis
El mielero cariazul (Entomyzon cyanotis) es una especie de ave paseriforme de la familia Meliphagidae propia de Australasia. Es la única especie del género Entomyzon.

## Especies
El mielero cariazul se localiza en Australia y Nueva Zelanda.

## Subespecies
- Entomyzon cyanotis albipennis
- Entomyzon cyanotis apsleyi
- Entomyzon cyanotis cyanotis
- Entomyzon cyanotis griseigularis
- Entomyzon cyanotis harterti